# Americká správa Filipín
Ostrovní vláda filipínských ostrovů (anglicky: Insular Government of the Philippine Islands) byla územní vláda Spojených států amerických, která byla založena v roce 1901 a fungovala do roku 1935. 
Spojené státy získaly Filipíny v roce 1898 v důsledku španělsko-americké války. Rozhodnutí prezidenta McKinleyho anektovat Filipíny se považuje za jedno z nejkontroverznějších rozhodnutí v dějinách Spojených států. V rámci postoupení Filipín zaplatily Spojené státy 20 milionů dolarů za infrastrukturu ve vlastnictví Španělska, zároveň však získaly přístup na čínský trh. Takzvaná Ostrovní vláda vznikla po přechodném období vojenské okupace a po bojích s povstalci z revoluční Filipínské první republiky, když byl v roce 1902 přijat Kongresem Spojených států filipínský organický zákon, který organizoval vládu tohoto území a mimo jiné také zbavil katolickou církev statutu státního náboženství. V čele správy stál generální guvernér jmenovaný prezidentem Spojených států, prvním guvernérem se stal pozdější prezident William Howard Taft. Dále byl zřízen dvoukomorový parlament, který se poprvé sešel v roce 1907. Filipínský organický zákon byl v roce 1916 nahrazen tzv. Jonesovým zákonem.